# Copa de Tayikistán
La Copa de Tayikistán es el torneo por eliminatorias de clubes de fútbol y copa nacional de Tayikistán. La competición fue fundada oficialmente en 1992, tras la disolución de la Unión Soviética, y gestionada por la Federación de Fútbol de Tayikistán.

## Palmarés
Los campeones de la copa de la República Socialista Soviética de Tayikistán son:

### Época soviética
| - 1938 Dinamo Stalinabad - 1939 Dinamo Stalinabad - 1940 Dinamo Stalinabad - 1941 Dinamo Stalinabad - 1942 Kharkovskoe Voennoe Avia Uchilische - 1943-45 no se celebró - 1946 Dinamo Stalinabad - 1947 Sbornaya Gissara - 1948 Sbornaya Gissara - 1949 Dinamo Stalinabad - 1950 Dinamo Stalinabad - 1951 ODO Stalinabad - 1952 Dinamo Stalinabad - 1953 Dinamo Stalinabad - 1954 Profsoyuzy 1 Leninabad - 1955 Dinamo Stalinabad - 1956 Taksobaza Stalinabad - 1957 Metallurg Leninabad - 1958 Pedagogichesky Institut Leninabad - 1959 Dinamo Stalinabad - 1960 Pogranichnik Stalinabad - 1961 Pedinstitut Dushanbe - 1962 Pogranichnik Leninabad - 1963 DSA Dushanbe - 1964 Kuroma Taboshary - 1965 Vashkh Kurgan-Tyube | - 1966 Volga Dushanbe - 1967 Pedagogichesky Institut Dushanbe - 1968 Stroitel' Kumsangir - 1969 Pedagogichesky Institut Dushanbe - 1970 Kommunal'nik Chkalovsk - 1971 Dinamo Dushanbe - 1972 TPI Dushanbe - 1973 TIFK Dushanbe - 1974 SKIF Dushanbe - 1975 SKIF Dushanbe - 1976 SKIF Dushanbe - 1977 Volga Dushanbe - 1978 Kuroma Taboshary - 1979 Metallurg Tursun-Zade - 1980 Chashma Shaartuz - 1981 Trikotazhnik Ura-Tyube - 1982 Irrigator Dushanbe - 1983 Volga Dushanbe - 1984 Metallurg Tursun-Zade - 1985 Avtomobilist Kurgan-Tyube - 1986 SKIF Dushanbe - 1987 Metallurg Tursun-Zade - 1988 Avtomobilist Kurgan-Tyube - 1989 Metallurg Tursun-Zade - 1990 Volga Dushanbe - 1991 Avtomobilist Kurgan-Tyube |

### República Independiente
| Temporada | Campeón                    | Resultado        | Finalista               | Sede de la final                          |
| --------- | -------------------------- | ---------------- | ----------------------- | ----------------------------------------- |
| 1992      | Pamir Dushanbe             | 1 - 0            | Regar-TadAZ Tursunzoda  | Estadio Pamir, Dushanbe                   |
| 1993      | Sitora Dushanbe            | 0 - 0 (5-3 pen.) | Ravshan Kulob           | Estadio Pamir, Dushanbe                   |
| 1994      | Ravshan Kulob              | 2 - 1            | Shodmon Ghissar         | Estadio Pamir, Dushanbe                   |
| 1995      | Pakhtakor Dzhabarrasulovsk | 0 - 0 (3-2 pen.) | Regar-TadAZ Tursunzoda  | Estadio Pamir, Dushanbe                   |
| 1996-97   | Vakhsh Qurghonteppa        | 4 - 0            | FK Khujand              | Estadio Pamir, Dushanbe                   |
| 1997-98   | FK Khujand                 | 2 - 1            | Ranjbar Vose            | Estadio Pamir, Dushanbe                   |
| 1998      | Varzob Dushanbe            | 3 - 1            | Khoja Karimov Gazimalik | Estadio Pamir, Dushanbe                   |
| 1999      | Varzob Dushanbe            | 0 - 0 (4-2 pen.) | Regar-TadAZ Tursunzoda  | Estadio Pamir, Dushanbe                   |
| 2000-01   | Regar-TadAZ Tursunzoda     | 4 - 2            | Varzob Dushanbe         | Estadio Pamir, Dushanbe                   |
| 2001-02   | Regar-TadAZ Tursunzoda     | 3 - 1            | FK Khujand              | Estadio Pamir, Dushanbe                   |
| 2002      | FK Khujand                 | 3 - 0            | Vakhsh Qurghonteppa     | Estadio Pamir, Dushanbe                   |
| 2003      | Vakhsh Qurghonteppa        | 3 - 1            | Olymp-Ansol Kulob       | Estadio Pamir, Dushanbe                   |
| 2004      | Aviator Bobojon Ghafurov   | 5 - 0            | FK Uroteppa             | Estadio Pamir, Dushanbe                   |
| 2005      | Regar-TadAZ Tursunzoda     | 1 - 1 (3-1 pen.) | Vakhsh Qurghonteppa     | Estadio Pamir, Dushanbe                   |
| 2006      | Regar-TadAZ Tursunzoda     | 2 - 1            | Hima Dushanbe           | Estadio Pamir, Dushanbe                   |
| 2007      | Parvoz Bobojon Ghafurov    | 1 - 0            | Hima Dushanbe           | Estadio Pamir, Dushanbe                   |
| 2008      | FK Khujand                 | 2 - 1            | Energetik Dushanbe      | Metallurg Stadium, Tursunzoda             |
| 2009      | Istiklol Dushanbe          | 3 - 1            | SKA-Pamir Dushanbe      | Estadio Pamir, Dushanbe                   |
| 2010      | Istiklol Dushanbe          | 5 - 0            | FK Khujand              | Estadio Pamir, Dushanbe                   |
| 2011      | Regar-TadAZ Tursunzoda     | 1 - 0            | Istiklol Dushanbe       | Estadio Central, Qurghonteppa             |
| 2012      | Regar-TadAZ Tursunzoda     | 1 - 1 (6-5 pen.) | Istiklol Dushanbe       | Estadio Pamir, Dushanbe                   |
| 2013      | Istiklol Dushanbe          | 2 - 0            | Regar-TadAZ Tursunzoda  | Estadio Central, Qurghonteppa             |
| 2014      | Istiklol Dushanbe          | 5 - 2            | Regar-TadAZ Tursunzoda  | Estadio Pamir, Dushanbe                   |
| 2015      | Istiklol Dushanbe          | 2 - 2 (6-5 pen.) | Regar-TadAZ Tursunzoda  | Estadio Pamir, Dushanbe                   |
| 2016      | Istiklol Dushanbe          | 2 - 2 (3-2 pen.) | Khosilot Farkhor        | Estadio Pamir, Dushanbe                   |
| 2017      | FK Khujand                 | 2 - 0            | Istiklol Dushanbe       | Estadio Pamir, Dushanbe                   |
| 2018      | Istiklol Dushanbe          | 1 - 0            | Regar-TadAZ Tursunzoda  | Estadio Central, Vahdat                   |
| 2019      | Istiklol Dushanbe          | 1 - 1 (4-2 pen.) | Regar-TadAZ Tursunzoda  | Estadio Central, Hisor                    |
| 2020      | Ravshan Kulob              | 1 - 0            | Khatlon Bokhtar         | Estadio Pamir, Dushanbe                   |
| 2021      | FK Khujand                 | 2 - 0            | Istiklol Dushanbe       | Estadio 20 Años de Independencia, Khujand |
| 2022      | Istiklol Dushanbe          | 2 - 2 (5-4 pen.) | Kuktosh Rudaki          | Estadio Pakhtakor, Bojtar                 |
| 2023      | Istiklol Dushanbe          | 1 - 1 (4-2 pen.) | Ravshan Kulob           | Estadio Central, Qurghonteppa             |
| 2024      | Regar-TadAZ Tursunzoda     | 2 - 1            | FK Khujand              | Istaravshan Sports Complex, Istaravshan   |

## Títulos por club
En la siguiente lista aparecen los clubes con más títulos desde la fundación oficial del campeonato en 1992.
| Club                             | Campeón | Subcampeón | Años campeón                                               |
| -------------------------------- | ------- | ---------- | ---------------------------------------------------------- |
| FC Istiklol Dushanbe             | 10      | 4          | 2009, 2010, 2013, 2014, 2015, 2016, 2018, 2019, 2022, 2023 |
| Regar-TadAZ Tursunzoda           | 7       | 8          | 2000-01, 2001-02, 2005, 2006, 2011, 2012, 2024             |
| FK Khujand                       | 5       | 4          | 1997-98, 2002, 2008, 2017, 2021                            |
| FC Khatlon (Vakhsh Qurghonteppa) | 2       | 3          | 1996-97, 2003                                              |
| Ravshan Kulob (Olymp-Ansol)      | 2       | 3          | 1994, 2020                                                 |
| Varzob Dushanbe                  | 2       | 1          | 1998, 1999                                                 |
| Parvoz Bobojon Ghafurov          | 2       | –          | 2004, 2007                                                 |
| Pamir Dushanbe                   | 1       | 1          | 1992                                                       |
| Sitora Dushanbe †                | 1       | –          | 1993                                                       |
| Pakhtakor Dzhabarrasulovsk       | 1       | –          | 1995                                                       |
| Hima Dushanbe                    | –       | 2          | -----                                                      |
| Shodmon Ghissar                  | –       | 1          | -----                                                      |
| Ranjbar Vose                     | –       | 1          | -----                                                      |
| Khoja Karimov Gazimalik          | –       | 1          | -----                                                      |
| FK Uroteppa †                    | –       | 1          | -----                                                      |
| Energetik Dushanbe               | –       | 1          | -----                                                      |
| Khosilot Farkhor                 | –       | 1          | -----                                                      |
| Kuktosh Rudaki                   | –       | 1          | -----                                                      |

- † Equipo desaparecido.